# Suberynizacja
Suberynizacja (korkowacenie) – proces adkrustacji ściany komórkowej pokładem suberynowym. Polega na odkładaniu warstewek suberyny poprzedzielanych warstewkami wosków na wewnętrznej powierzchni ściany pierwotnej.